# Iván Moro
Iván Moro Fernández (Madrid, 25 december 1974) is een voormalig Spaanse waterpoloër.
Iván Moro nam driemaal deel aan de Olympische Spelen, in 1996, 2000 en 2004. In 1996 eindigde hij met het Spaanse team op de eerste plaats.
In de competitie kwam Moro uit voor Club Náutico Atlético Barcelona.
Josep María Abarca · 
Ángel Luis Andreo · 
Daniel Ballart · 
Manuel Estiarte · 
Pedro García · 
Salvador Gómez · 
Iván Moro · 
Miguel Ángel Oca · 
Jorge Payá · 
Sergi Pedrerol · 
Jesús Rollán · 
Jordi Sans · 
Carles Sans
Ángel Luis Andreo · 
Daniel Ballart · 
Manuel Estiarte · 
Pedro García · 
Salvador Gómez · 
Gabriel Hernández · 
Gustavo Marcos · 
Daniel Moro · 
Iván Moro · 
Sergi Pedrerol · 
Jesús Rollán · 
Javier Sánchez · 
Jordi Sans
Ángel Luis Andreo · 
Daniel Ballart · 
Xavier García · 
Salvador Gómez · 
Gabriel Hernández · 
Gustavo Marcos · 
Guillermo Molina · 
Daniel Moro · 
Iván Moro · 
Sergi Pedrerol · 
Iván Pérez · 
Jesús Rollán · 
Javier Sánchez